# 马库斯·吕佩茨
马库斯·吕佩茨（德語：Markus Lüpertz，1941年4月25日—），是一位德国画家、雕塑家、平面艺术家和作家。他以具有暗示力和原始纪念性的主题而著称，在艺术作品中坚持以原型化的方式表达被呈现的对象，与格奥尔格·巴泽利茨,安塞尔姆·基弗等人一同被视作德国新表现主义最具代表性的艺术家。

## 生平
吕佩茨在1941年4月25日出生于纳粹占领的捷克斯洛伐克赖希斯高苏台德兰（现在的捷克利贝雷茨）。1948年，吕佩茨一家搬到了西德莱茵兰的雷特。
吕佩茨曾在克雷费尔德的工艺学校学习；之后短暂在杜塞尔多夫艺术学院学习，但没有完成学业。从1961年开始，吕佩茨在杜塞尔多夫作为自由艺术家工作。他曾短暂加入法国外籍军团，后来逃亡至西柏林，以避免服兵役，并在那里开始了他的绘画生涯。他与1965年与其他艺术家一起创立了格罗斯戈斯琴画廊。1974年，他获得了德国评论家协会奖，并在同年组织了第一届柏林双年展。1975年，他出版了他的第一本诗集《9 × 9》。1974年至1986年，他担任了卡尔斯鲁厄美术学院绘画教授职位。1986年，吕佩茨在杜塞尔多夫艺术学院获得教授职位，并于1988年被任命为校长；他领导了这所德国艺术学院超过20年。